# Katakalôn Kékauménos
Katakalôn Kékauménos (Κατακαλὼν Κεκαυμένος) est un aristocrate et un militaire byzantin du XIe siècle de la famille Katakalon.

## Biographie

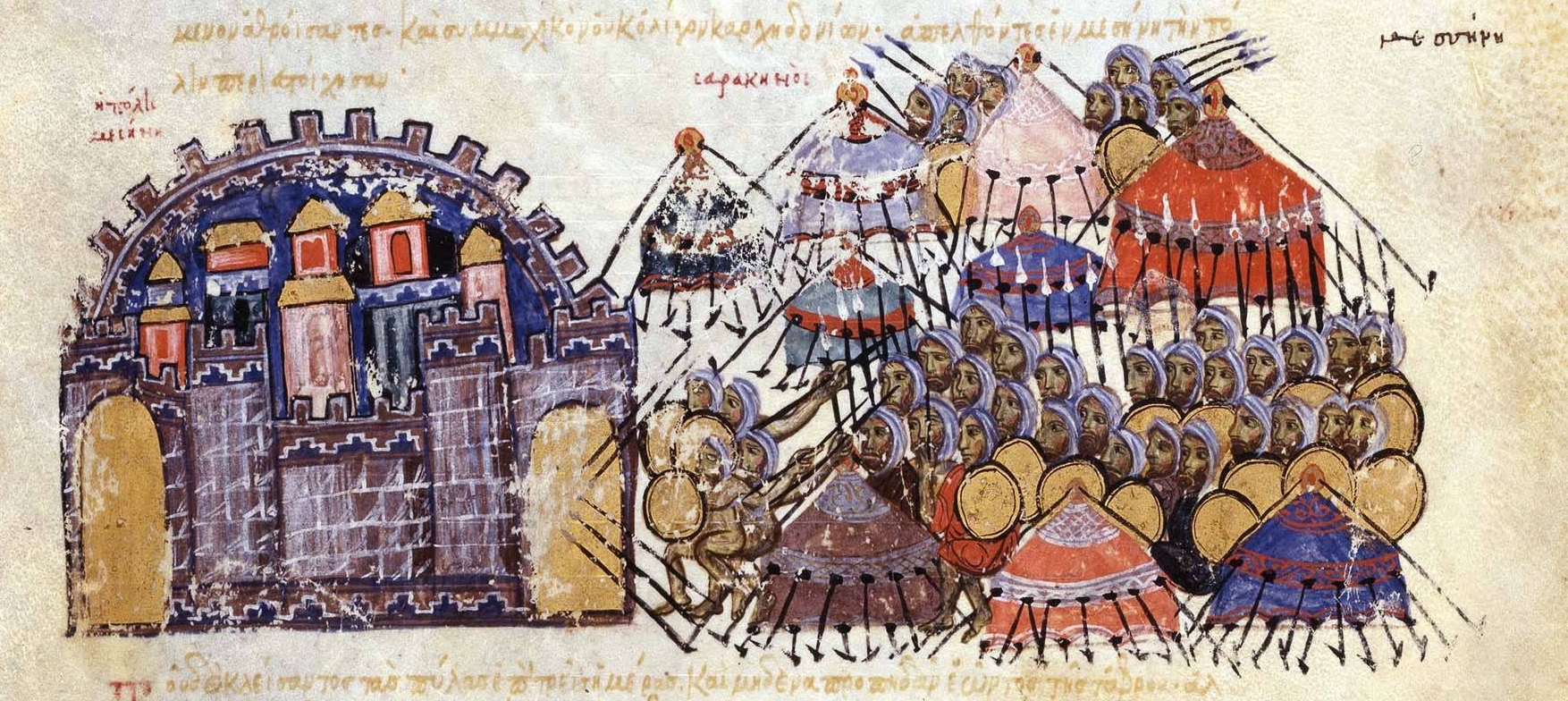
Illustration du siège de Messine en 1040, soutenu avec succès par Kékauménos contre les Arabes. Chronique de Skylitzès de Madrid.

Katakalôn Kékauménos est né à Colonée et, bien qu'il semble être issu de la famille Katakalon, Jean Skylitzès indique qu'il n'est pas d'origine aristocratique. Il se distingue lors de la campagne de Sicile menée par Georges Maniakès, où il détient le rang de protospathaire et commande un contingent venant des Arméniaques. Il conduit avec succès la défense de Messine contre une offensive arabe en 1040,,.
En 1042, l'empereur Michel V le charge de réprimer un soulèvement à Constantinople. L'année suivante, il vainc un raid Rus' contre la cité impériale avant d'être nommé vestès et archon de cités danubiennes. Sous l'empereur Constantin IX, sa carrière est particulièrement fructueuse. Il sert en Orient comme doux d'Ibérie et devient gouverneur d'Ani après qu'elle a été annexée par l'Empire byzantin en 1045. Il dirige les forces locales pour s'opposer aux premières incursions des Seldjoukides. À la fin des années 1040, il est promu au rang de stratélate d'Orient et participe à la campagne contre les Petchénègues comme commandant en second, sous l'autorité du rhaiktor Nicéphore, peu expérimenté militairement. Lors de la campagne, il est sérieusement blessé. Vers 1055, il est élevé au rang de magistros et nommé au puissant et prestigieux poste de doux d'Antioche,.
Michel VI, le successeur de Constantin IX, se défie le plus souvent des généraux importants et les déconsidère. Ainsi, il refuse la promotion au rang de proèdre de Katakalôn Kékauménos et d'Isaac Comnène, avant de congédier Kékauménos. De ce fait, ce dernier décide de soutenir activement la révolte d'Isaac Comnène en 1057 et est récompensé du titre de curopalate quand Isaac parvient au pouvoir.